# Slå først, Frede!
Slå først, Frede! er en dansk spillefilm fra 1965 instrueret af Erik Balling, med manuskript af Erik Balling, Henning Bahs og Bengt Janus.
Filmen er en parodi på James Bond-filmene og sammen med efterfølgeren Slap af, Frede kan den ses som forløber for Olsen-banden-filmene. Mange af ophavsmændene er de samme, megen af humoren er den samme, og så er ikke mindst de tre Olsen-bande-medlemmer med i filmen.
Filmen gav to Bodil-priser i 1966: For årets bedste danske film, og for bedste mandlige birolle til Poul Bundgaard.

## Handling
Vi træffer den vitale, altid veloplagte Frede Hansen ombord på færgen  mellem Gedser og Travemünde. Han er i festligt selskab på vej hjem til Odense efter en tur sydpå. Han er agent i spøg og skæmt. Han har hele sin blanke, sorte attaché-taske fuld af spøgefulde påhit. Imidlertid befinder der sig endnu en blank, sort attachétaske ombord. Den er nøjagtig mage til Fredes. Dens ejermand er agent - hemmelig agent.

## Medvirkende
- Morten Grunwald som Frede Hansen
- Ove Sprogøe som Agent Smith
- Poul Bundgaard som Kolick
- Essy Persson
- Martin Hansen
- John Wittig
- Frankie Steele
- Jørgen Blaksted
- Edward Fleming
- Valsø Holm

## Eksterne Henvisninger
- Slå først, Frede! på Internet Movie Database (engelsk)
- Slå først, Frede! på Filmdatabasen
- Slå først, Frede! på danskefilm.dk
- Slå først, Frede! på danskfilmogtv.dk
- Slå først, Frede! i Svensk Filmdatabas (svensk)
- Slå først, Frede! på MovieMeter (nederlandsk)
- Slå først, Frede! på AllMovie (engelsk)
- Slå først, Frede! hos American Film Institute (engelsk)
- Slå først, Frede! hos British Film Institute (engelsk)
- Slå først, Frede! på Turner Classic Movies (engelsk)